# Locro (cucina)
Il locro è una pietanza a base di mais mediamente tritato, con fagioli e carne rossa

## Descrizione

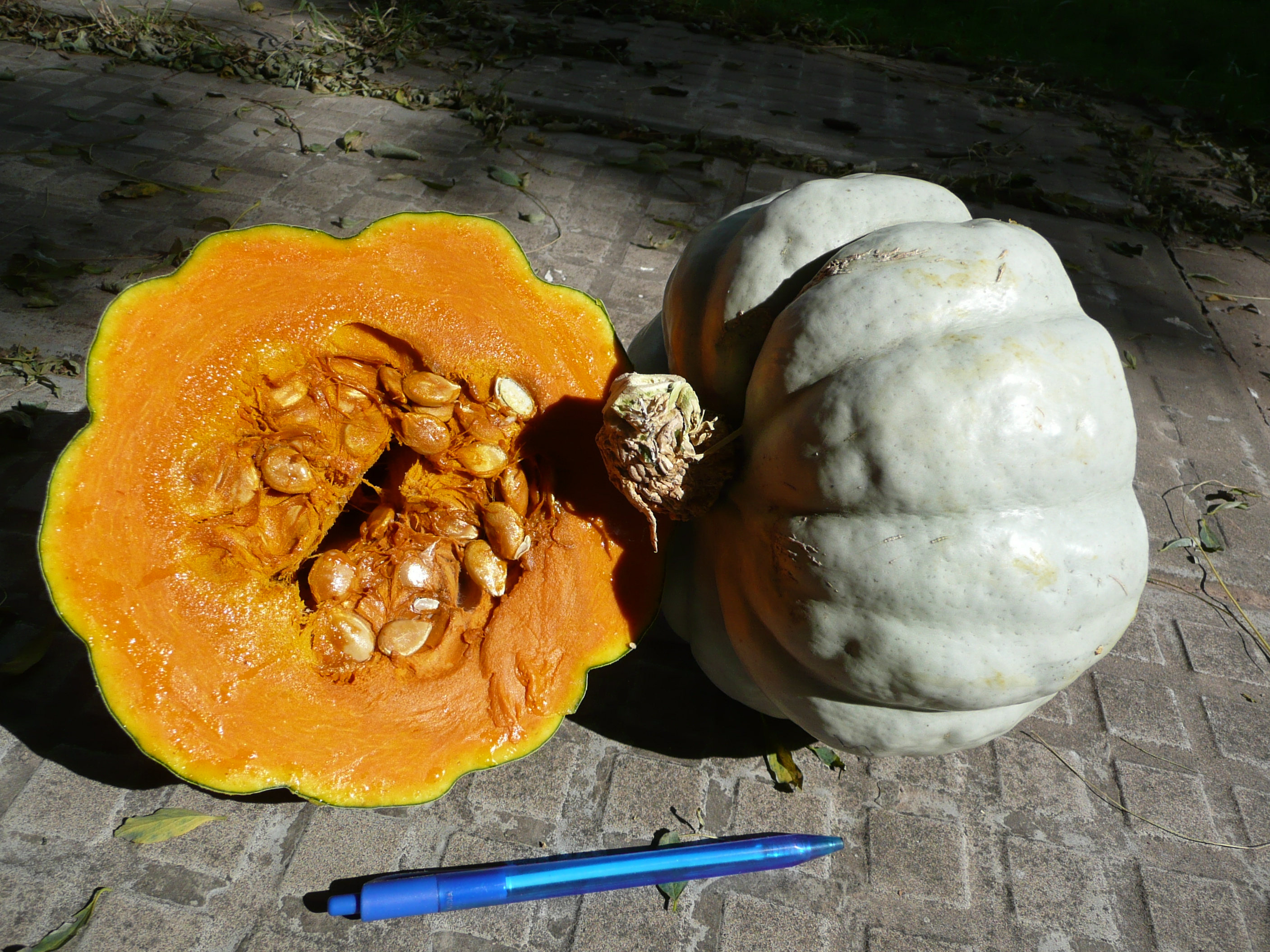
Zucca piombo/zapallo plomo delle piantagioni di Costanzi, è la tipica zucca o zapallo argentino per preparare il locro

La ricetta ha diverse varianti, alcune delle quali risalgono al periodo coloniale spagnolo. Il locro patrio argentino tipico a differenza degli altri locro sudamericani si distingue in quanto viene preparato con ingredienti tipici: grani di mais bianco o granos de choclo, poroto/fagioli, petto di manzo, cipolla, cipolla di inverdisco, zapallo plomo/zucca piombo, pomodoro, chorizo colorado/salsiccia colorata, salsiccia di manzo, patate, ají/peperoncino, puerro/porro, pancetta/panceta o tosino, zampe ed orecchie di chancho/maiale. 
Viene servito con una salsa piccante di peperoncino rosso e paprica. Non si tratta di un semplice stufato, bensì di una preparazione complessa dove è necessario cuocere per varie ore i grani di mais bianco o choclo e poroto nell'acqua per poi bollirli con altri ingredienti, benché i locro più tradizionali normalmente siano quelli della regione del Nordovest argentino e quelli della regione del Cuyo. Il locro cucinato nel Nordest invece sostituisce la manioca alla patata, mentre nel Nordovest si usano peperoni più piccanti. Il XXI secolo ha visto in Argentina la diffusione del locro vegano, nel quale si sostituisce la carne con i funghi e invece del grasso, meglio è il olio d'oliva denso, al quale a volte si aggiunge un condimento chiamato merquén.
Il locro si mangia e si cucina principalmente nel Dìa de la Patria, ovvero il 25 maggio, data che sta a simboleggiare la nascita dello stato argentino e il cammino fino all'indipendenza del paese.